# کاراسی (سرزمین آلتای)
کاراسی (به لاتین: Karasi) یک منطقهٔ مسکونی در روسیه است که در سرزمین آلتای واقع شده‌است.